# 5S (phương pháp)
5S là tên của một phương pháp quản lý, sắp xếp nơi làm việc. Nó được viết tắt của 5 từ trong tiếng Nhật gồm: Seiri (整理 Sàng lọc), Seiton (整頓 Sắp xếp), Seiso (清掃 Sạch sẽ), Seiketsu (清潔 Săn sóc), và Shitsuke (躾 Sẵn sàng).
- Sàng lọc: Seiri hay Sàng lọc có nghĩa là phân loại, tổ chức các vật dụng theo trật tự. Đây chính là bước đầu tiên doanh nghiệp cần làm trong thực hành 5S. Nội dung chính của S1 là phân loại, di dời những thứ không cần thiết, có thể bán đi hoặc tái sử dụng.
- Sắp xếp: Tổ chức các vật dụng còn lại một cách hiệu quả theo tiêu chí dễ tìm, dễ thấy, dễ lấy, dễ trả lại.
- Sạch sẽ: Thường xuyên vệ sinh, giữ gìn nơi làm việc sạch sẽ thông qua việc tổ chức vệ sinh tổng thể và tổ chức vệ sinh hàng ngày máy móc vật dụng và khu làm việc. S3 hướng tới cải thiện môi trường làm việc, giảm thiểu rủi ro, tai nạn đồng thời nâng cao tính chính xác của máy móc thiết bị (do ảnh hưởng của bụi bẩn).
- Săn sóc: Luôn luôn kiểm tra, duy trì 3S ở trên. Bằng việc phát triển S4, các hoạt động 3S sẽ được cải tiến dần dựa theo tiêu chuẩn đã đặt ra và tiến tới hoàn thiện 5S trong doanh nghiệp.
- Sẵn sàng: Nghĩa là rèn luyện, tạo nên một thói quen, nề nếp, tác phong cho mọi người trong thực hiện 5S.[1][2]

5S được áp dụng lần đầu tiên ở Toyota và phát triển rất nhanh sau đó ở các công ty Nhật Bản. Sau đó được phổ biến sang nhiều nước khác. Ở Việt Nam, 5S lần đầu tiên được áp dụng vào năm 1993, ở 1 công ty Nhật (Vyniko). Hiện nay, rất nhiều công ty sản xuất ở Việt Nam áp dụng 5S vì có nhiều lợi ích từ 5S như: chỗ làm việc sạch sẽ, gọn gàng, mọi người đều cảm thấy thoải mái, vui vẻ, năng suất lao động cao, hiệu quả tức thời, hiện ra ngay trước mắt, tạo hình ảnh tốt cho công ty. Một ví dụ điển hình của áp dụng hiệu quả 5S ở Việt Nam là công ty CNC VINA. Tại một số cơ quan công sở của Việt Nam áp dụng 5S vào phong trào cơ quan, ví dụ như Sở Ngoại vụ TP. Đà Nẵng.
5S được một số nơi phát triển lên thành 6S. S thứ 6 là Safety (An toàn), nhưng bản thân nếu làm đúng 5S kể trên là đã gồm an toàn cho nhân viên rồi. Tuy nhiên, ở một số công ty Nhật, 5S lại được rút gọn lại thành 3S (lấy 3S đầu tiên) do mọi người đều sẵn sàng làm 3S và luôn luôn ý thức, kỷ luật tốt.